# Sawrey

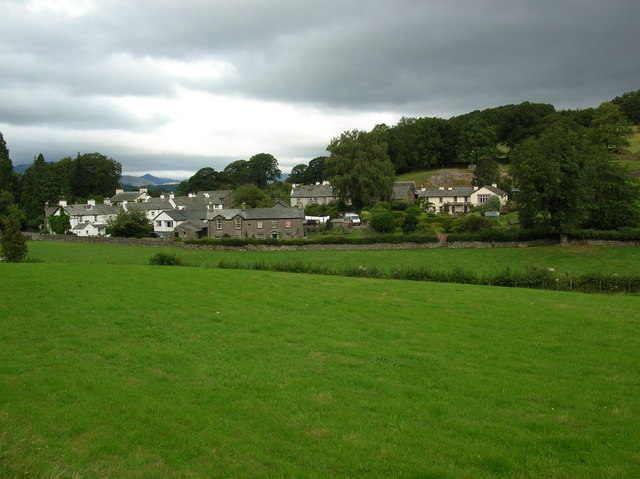
Near Sawrey.

Near Sawrey et Far Sawrey sont deux villages voisins situés dans la péninsule de Furness, en Cumbria.
L'écrivain Beatrix Potter a acheté la maison de Hill Top, à Near Sawrey, en 1906. Plusieurs de ses livres s'inspirent des paysages environnants.